# Babelsberg
Babelsberg est un quartier de Potsdam, capitale du Land de Brandebourg, en Allemagne. Il est réputé pour le parc de Babelsberg et son château, faisant partie des châteaux et parcs de Potsdam et Berlin, l'un des sites inscrits au patrimoine mondial en Allemagne. Le quartier est également connu pour les studios de Babelsberg, l'un des centres mondiaux de la production cinématographique de l'entre-deux-guerres.

## Situation
Le quartier porte le nom de la petite colline (Berg) qui surplombe la rivière Havel. Situé dans le sud-est de la ville de Potsdam, il est limitrophe au nord-est du Land de Berlin, où il est baigné par le lac Griebnitzsee.

## Histoire
Le premier peuplement connu date du Moyen Âge avec le village de Neuendorf fondé au cours de la colonisation germanique des territoires des Wendes près des rivières Nuthe et Havel. Il fut mentionné pour la première fois dans le registre foncier de l'empereur Charles IV en 1375, alors que son fils Venceslas était souverain de la marche de Brandebourg.
Au XVIIIe siècle, le roi Frédéric II de Prusse se crée le mythe d'être le descendant du personnage biblique Nimrod censé être l'architecte de la Tour de Babel, fait fonder une nouvelle ville pour les protestants chassés de Bohême et nomme ce quartier d'après le mythe de Babel. Le prince Guillaume, futur empereur Guillaume Ier, se fait construire une résidence sur les rives de Babelsberg.
L’observatoire de Berlin se déplace en 1913 dans le parc de Babelsberg. Il devient l’Institut d’astrophysique de Potsdam (Leibniz-Institut für Astrophysik Potsdam) en 1990.

## Sites et monuments
- Le parc.
- Le château de Babelsberg, construit de 1834 à 1849 dans un style néo-gothique, s'élève au nord du parc.
- La villa Truman, construite en 1891, est ainsi appelée en raison du séjour dans ses murs du président des États-Unis Harry S. Truman en juillet 1945 lors de la conférence de Potsdam.
- Les studios de Babelsberg sont le centre historique de l’industrie cinématographique allemande.

## Sports
Le Karl-Liebknecht-Stadion accueille les matchs de football du 1. FFC Turbine Potsdam et du SV Babelsberg 03.

## Honneurs
L'astéroïde (5820) Babelsberg porte son nom.